# 李世雄
李 世雄（イ・セウン、朝鮮語: 이세웅、1939年12月16日 - ）は、大韓民国の実業家、政治家。第25代大韓赤十字社総裁、第16代平安北道知事（以北五道）などを歴任。

## 経歴
日本統治時代の平安北道義州郡出身。1947年春に両親と共にソウルに来た。延世大学校商学科、成均館大学校で経済学博士取得。信一企業会長、韓国ガラス工業名誉会長、南北赤十字交流委員、大韓赤十字副総裁、学校法人淑明学院理事長、大統領統一顧問、1998年4月7日から2000年7月18日まで第19・20代学校法人誠信学院理事長、芸術の殿堂理事長、ソウルサイバー大学校理事長、国立バレエ団理事長などを務めた。2002年12月18日に国民勲章無窮花章を受勲した。
2007年12月10日から2008年10月7日まで第25代大韓赤十字社総裁を務めた。ソウルサイバー大学校理事。民主平和統一諮問会議以北五道副議長・ソウル副議長、学校法人信一学院名誉理事長。